# Апокаліптичний рукопис XV сторіччя

Судний день. Райські брами (угорі), під ними Єлеонська гора і вигнута смуга, де прокляті стоять над чорною безоднею, що веде до пекла

Апокаліптичний рукопис XV сторіччя — ілюстрований малюнками і мапами манускрипт про Судний день і пришестя Антихриста.

## Історія
Манускрипт створений анонімом у німецькому місті Любек між 1486 і 1488 роками. Написаний латиною. Документ описували в 1922 і 1925 роках. Більш детальний опис дав голландський історик Чет Ван Дузер, вивчаючи оцифровані Гантінґтонською бібліотекою стародавні видання (HM 83).

## Опис
Манускрипт складається з чотирьох частин: короткий географічний трактат (рис. 1r-8r), апокаліптичні пророцтва (рис. 8v-12v), різнорідні повідомлення з астрономії і географії (13r-18r) і тексти з астрологічної медицини (19r-25r).
Манускрипт ілюстрований мапами-пророцтвами про події під час останніх днів на Землі. Робота насичена незвичними картографічними символами.
Мапи ілюструють події у проміжку часу між 639 і 1514 роками. Анонім стверджує, що загрозу світові несе іслам, про що розповідає мапа «Меч Ісламу». Після підкорення мусульманами Європи, пророчить невідомий автор, прийде Антихрист. Мапа «Брами пекла в Судний день» указує дату кінця світу: 1651 рік.
У рукописі вказано розташування раю на відстані 777 німецьких миль від Любека до Єрусалима і тисячу миль до східного краю планети. Манускрипт має яскраво виражений антиісламський характер. Анонім поширює пророцтво, висловлене Іоанном Дамаскіном про те, що Магомет предтеча Антихриста.  

## Сторінки з манускрипту

Чотири роги Антихриста відображають способи переконання людей іти за ним.
Меч ісламу. Пророцтво про захоплення Європи мусульманами між 1514 і 1570 рр. і настання кінця світу.
Трикутник на мапі попереджає про прихід Антихриста між 1570 і 1600
Стяг Христа у центрі Землі. Пророцтво про період між 1606 і 1651
Обертання Сонця навколо Землі.
Зодіакальні таблиці
Родовід Ісуса Христа від царя Давида